# أزغاب
الأزغاب (الاسم العلمي: Glirinae) هي أسرة من الثدييات تتبع فصيلة الزغبات من رتبة القوارض.

## أجناس
- زغبة يابانية
- زغبة سمينة